# Pattinaggio
Con pattinaggio si intende l'insieme di pratiche sportive e ricreative effettuate calzando pattini dotati di lama con cui scivolare su superfici ghiacciate, o pattini tradizionali con quattro rotelle cilindriche disposte a rettangolo, o ancora pattini in linea, a ruote allineate, con cui muoversi su pista o su strada.

## Gli attrezzi
Gli attrezzi in italiano si chiamano rispettivamente: pattini da ghiaccio, pattini a rotelle tradizionali recentemente detti anche quad (ereditato dall'inglese quad, abbreviazione di quadrangle, che significa quadrilatero), pattini in linea. Il termine roller è invece ambiguo e non andrebbe usato perché neologismo ambivalente: per gli anglosassoni  roller skates  sono da sempre i pattini tradizionali, per i francesi roller - con accento sulla e - si è imposto nell'uso comune come contrazione di rollerblade a indicare sia i pattini in linea che il pattinaggio in linea.

### Tipi di pattini
I pattini da ghiaccio hanno fissata alla suola della scarpa una lama d'acciaio di spessore tipico tra 3 e 4 mm. Un leggero incavo centrale corre per tutta la lunghezza esposta al ghiaccio: intensifica i due bordi affilati distinti sul lato destro e sinistro della lama evitando che scivoli di lato. La lama inoltre non è perfettamente piatta ma un po' convessa, come una mezzaluna da cucina. In tal modo solo suo un tratto poggia realmente sul ghiaccio, così da poter cambiare agevolmente direzione e poter eseguire le trottole tipiche del pattinaggio artistico. In relazione all'uso previsto (velocità, hockey, artistico) cambiano sia il tipo di scarpa che la lunghezza, il profilo longitudinale e l'incavo delle lame. Ad esempio i pattini da hockey hanno lame non sporgenti oltre la scarpa e piuttosto bombate, quelli da artistico hanno lame che sporgono posteriormente oltre il tacco e hanno anche una zona seghettata anteriore che fa presa per l'esecuzione di alcuni salti, quelli da velocità hanno lunghe lame (circa 40 cm) pressoché piatte e sottili.
I modelli ricreativi e a noleggio possono avere la scarpa in plastica e lame sono in genere tipo hockey, più raramente da artistico.
I pattini a rotelle (quad) sono l'evoluzione di quelli ideati dallo statunitense James Leonard Plimpton nel 1863. L'elemento distintivo è dato dai due sterzi che agiscono sulle ruote anteriori e posteriori per effetto dello spostamento del peso corporeo sulla parte interna o esterna del piede. In tal modo i pattini danno equilibrio e possono percorrere traiettorie curve. Nella loro forma odierna - quella del 1946 dello statunitense Charles W. Snyder - ogni coppia di ruote è ancorata alla base del pattino in due punti (confrontare un pattino moderno e il brevetto di Snyder): un piattello stretto tra due gommini, e un fulcro di rotazione dato da una piccola estremità sferica che può muoversi entro una cavità. L'inclinazione laterale del piede produce sia una deformazione dei gommini - che contrastano e modulano quest'azione - sia il movimento di sterzo delle ruote dovuto all'asse virtuale sterzante che viene a trovarsi inclinato. La tecnologia è la stessa in uso in gran parte degli skateboard. Il pattino include ancora la scarpa e un puntale di gomma posto tra le due ruote anteriori, con funzione analoga alla seghettatura dei pattini da ghiaccio. Ciascuna delle rotelle cilindriche ha due sedi dove sono inseriti cuscinetti a sfere, per farle girare con minimo attrito.
I modelli ricreativi mostrano spesso economie che pregiudicano una buona resa: scarpe con scarsa tenuta del piede, telaio in plastica, ruote poco scorrevoli, puntali non regolabili.
I pattini in linea hanno di norma quattro o tre ruote fissate su una semplice struttura (telaio) di metallo o di plastica ancorata alla scarpa. Le ruote di poliuretano (materiale gommoso sintetico) sono sottili (24 mm), stondate, e con diametro assai variabile (da 56 mm a 125 mm) in relazione alla lunghezza della scarpa e all'uso previsto. Non vi sono sterzi per cui gli aggiustamenti di direzione e il mantenimento dell'equilibrio si attuano grazie unicamente alla fressibilità laterale delle ruote e alla loro progressiva azione derapante. In ogni ruota sono inseriti due cuscinetti a sfere che danno scorrevolezza. Può essere incluso un freno posteriore, assente nei modelli specialistici (corsa, hockey, freeskate), mentre i pattini in linea da artistico hanno due puntali anteriori per salti e trottole.
I modelli ricreativi hanno qualità e costi assai variabili, privilegiando spesso la comodità della scarpa a discapito della bontà di ruote, cuscinetti e telaio.

## Evoluzione storica
Il pattinaggio su ghiaccio era praticato già in età remote, ma i pattini con lame in metallo appaiono solo dagli inizi del XIV secolo. L'area geografica in cui da sempre il pattinaggio è radicato negli usi e costumi è l'Europa centro-settentrionale, in particolare Olanda, Danimarca e i paesi scandinavi. Nell'inverno il naturale congelarsi di paludi, canali, zone costiere e fiordi permetteva di pattinare sia per necessità - per coprire distanze in modo agevole - sia per diletto.
Il pattinaggio a rotelle e il pattinaggio in linea nascono e cominciano a diffondersi tra il 1820 e il 1850. A partire dal 1865 i pattini a rotelle tradizionali diventano popolari e soppiantano del tutto quelli in linea, che — a parte sporadiche e fugaci comparse — cadono dimenticati. Dopo il 1980 i pattini in linea vengono riscoperti e perfezionati dai fratelli Olson, fondatori dell'azienda Rollerblade artefice del loro folgorante successo nel 1985-1990.

## Pratiche sportive
Sin dall'antichità il pattinaggio su ghiaccio mostra attività diversificate: competizioni tra due o più concorrenti per arrivare primi a un traguardo, giochi a coppie o in squadra con palla e bastoni, esibizioni di abilità individuali, in coppia o a ritmo di musica. I pittori olandesi Pieter Bruegel, Jacob Grimmer e Hendrick Avercamp mostrano nei loro quadri quanto queste pratiche fossero comuni nel 1560-1600.
Nel corso del XIX secolo si costituiscono le federazioni sportive nazionali e internazionali, sia per il pattinaggio su ghiaccio che non, che fissano norme e competizioni. Si è arrivati così a codificare le pratiche sportive odierne, evolutesi dai passatempi di allora.
Gli sport praticabili possono venir suddivisi o in base all'attrezzo (ad esempio elencando tutti quelli praticabili con pattini da ghiaccio, con quelli a rotelle, con quelli in linea) oppure per similitudine tra sport affini ma effettuati con attrezzi diversi (ad esempio hockey su ghiaccio, hockey su pista ossia a rotelle, hockey in linea). Nel seguito si è optato per quest'ultima suddivisione.

## Federazioni sportive
Benché, come s'è visto, i pattini oggi siano di tre tipi diversi (da ghiaccio, a rotelle, in linea) sta di fatto che in ogni nazione vi sono solo due federazioni che ne governano gli sport: una per il pattinaggio su ghiaccio e l'altra per il pattinaggio sia a rotelle che in linea. In Italia esse sono la Federazione Italiana Sport del Ghiaccio (FISG) e la Federazione Italiana Sport Rotellistici (FISR). A livello internazionale si hanno per il ghiaccio l'International Skating Union (ISU), e per il pattinaggio a rotelle e in linea la World Skate.

## Specialità
Volendo prescindere dal tipo di attrezzo e di fondo su cui si pattina, balza evidente la stretta similitudine di alcune specialità che si praticano sia su ghiaccio che a rotelle e/o in linea. In particolare si hanno:
- pattinaggio di velocità su ghiaccio, short track (su ghiaccio) e pattinaggio corsa (in linea, ma è consentito l'uso di pattini a rotelle)
- hockey su ghiaccio, hockey su pista (a rotelle), hockey in-line (in linea)
- pattinaggio artistico su ghiaccio individuale, pattinaggio artistico a rotelle individuale, pattinaggio artistico in linea individuale
- Pattinaggio artistico su ghiaccio a coppie, pattinaggio artistico a rotelle a coppie
- pattinaggio danza su ghiaccio, pattinaggio danza a rotelle
- Pattinaggio sincronizzato sul ghiaccio

L'avvento e l'ampia diffusione dei pattini in linea, avvenuta a partire dal 1993-1995, ha dato luogo al loro ingresso nelle competizioni. Per le specialità già elencate si rimarca come il pattinaggio corsa non abbia subìto modifiche, se non il consentire l'uso di pattini in linea che gareggiano assieme ai pattini tradizionali (peraltro oggi non più utilizzati). Per l'artistico individuale — seppure i salti, le trottole ed altri elementi siano fondamentalmente gli stessi — vi sono competizioni indipendenti per pattinaggio artistico in linea e quello  a rotelle. L'hockey in-line ha un regolamento assai diverso da quello a rotelle; non vi sono squadre miste (con pattini in linea e a rotelle assieme) e i tornei sono indipendenti.
Il pattinaggio in linea ha inoltre dato vita a nuove specialità. Per alcune non vi è corrispettivo su ghiaccio o rotelle. Si è anche assistito ad un ritorno della pratica del roller derby. Le specialità in aggiunta a quelle già elencate, riconosciute da FISR e World Skate sono quindi: 
- freestyle e slalom (in linea)
- Downhill (in linea)
- inline alpine (discesa a slalom su pattini in linea, simile alla specialità sciistica)
- roller derby (a rotelle)

Tra le pratiche non riconosciute e regolamentate da FISR vanno segnalate il pattinaggio aggressive e l'urban skating, entrambi effettuati su pattini in linea.
Si può dare per scontato che le specialità su ghiaccio e a rotelle già storicamente consolidate - corsa, artistico e hockey - abbiano trovato un corrispettivo sui pattini in linea. Non è da escludere che possa anche avvenire il contrario, ossia che delle specialità nate e sviluppatesi sul pattino in linea possano trovare una loro nuova declinazione sul ghiaccio. A tal proposito si riporta a titolo di curiosità la costituzione a partire dal 2012-2014 di gruppi e società sportive, soprattutto in Francia, che promuovono ciò che essi stessi chiamano ice freskate o freskate on ice, o anche freskate sur giace. Si tratta della trasposizione su ghiaccio di alcune pratiche dell'inline freeskate con inclusione di elementi tipici dell'hip-hop e della breakdance.